# Antonín Holý

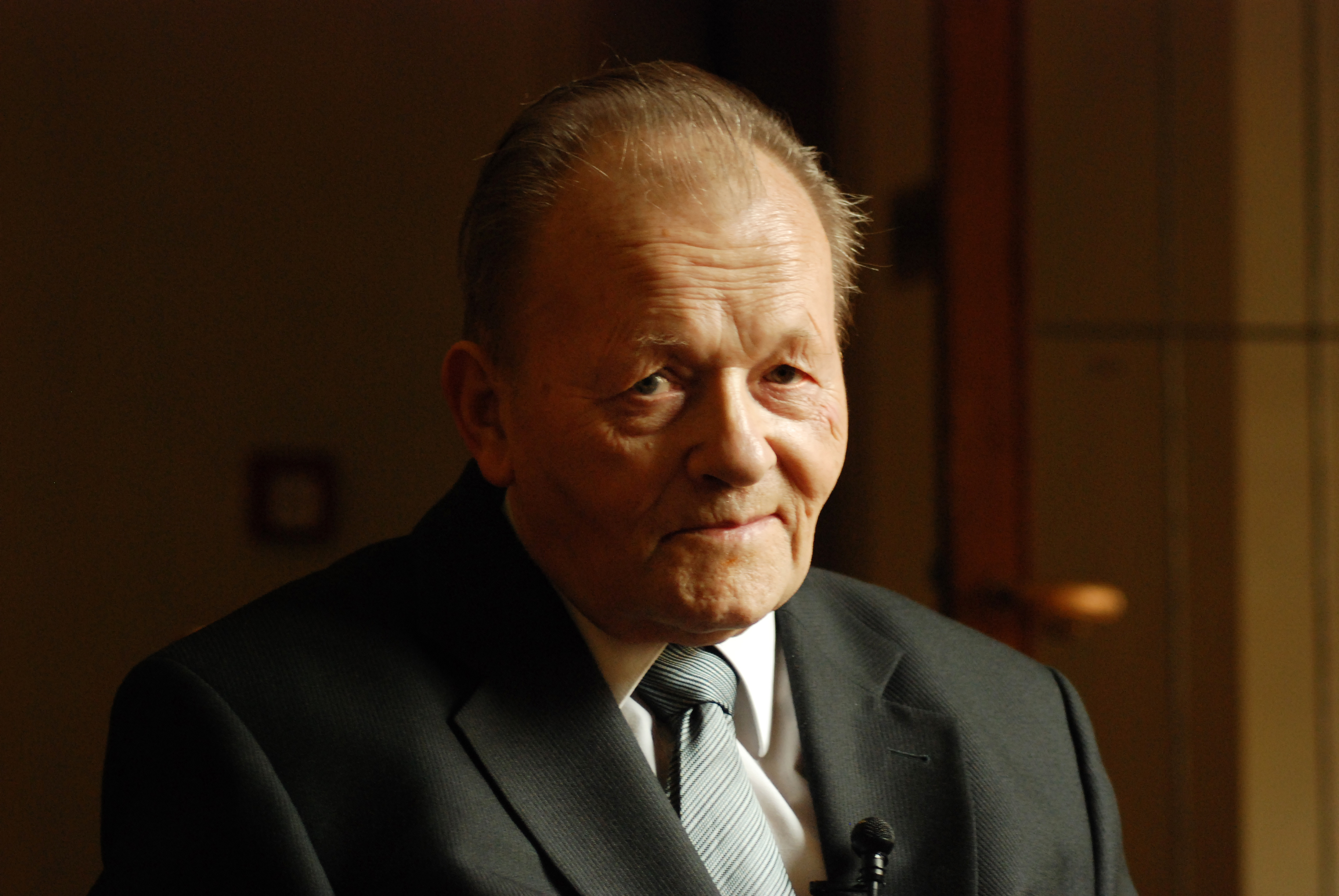
Antonín Holý (2007)

Antonín Holý (ur. 1 września 1936 w Pradze, zm. 16 lipca 2012 tamże) – czeski naukowiec, specjalizujący się w chemii, współtwórca leków przeciwwirusowych wykorzystywanych w leczeniu zakażeń wirusami HIV oraz HBV. 
Był zaangażowany w tworzenie najbardziej skutecznych leków (datowanych na rok 2009) stosowanych w terapii AIDS. Antonín Holý jest autorem ponad 400 publikacji naukowych i właścicielem 60 patentów. Jego praca przyczyniła się do poprawy zdrowia milionów ludzi z zakażeniami wirusowymi HIV/AIDS, HBV i wielu innych chorób wirusowych.
W 2002 roku został odznaczony Medalem Za Zasługi I stopnia.